# Kareung (Lhoong)
Kareung is een bestuurslaag in het regentschap Aceh Besar van de provincie Atjeh, Indonesië. Kareung telt 135 inwoners (volkstelling 2010).